# Sidi Bu Zineb
Sidi Bu Zineb (en árabe: سيدي بوزينب‎, en francés: Sidi Bouzineb) es un municipio marroquí en la región de Tánger-Tetuán-Alhucemas. Desde 1912 hasta 1956 perteneció a la zona norte del Protectorado español de Marruecos.